# Jacques De Bay
Pour les articles homonymes, voir De Bay.
Jacques De Bay, né vers 1531 à la ferme du Manage à Meslin-L'Évêque (Ath) et mort à Louvain le 8 octobre 1614, est un théologien catholique des Pays-Bas méridionaux.
Doyen de Saint Jacques à Louvain, il fut docteur (en 1593) et professeur de théologie président du collège de Savoie.
Il eut l'honneur de complimenter de la part de l'université les Archiducs Albert et Isabelle (Albert de Habsbourg (1559-1621)  et Isabelle-Claire-Eugénie d'Autriche) lors de leur réception solennelle à l'université de Louvain.
Jacques De Bay est le neveu de Michel De Bay.